# Iconisma
Iconisma (Walsingham) là một chi bướm đêm thuộc họ Blastobasidae.

## Các loài
Currently, two species are known for this genus.
- Iconisma macrocera
- Iconisma rosmarinella